# Mickaël Chrétien
Mickaël Basser Chrétien (AFI: [mikaˈɛl kʁeˈtjɛ̃]; in arabo ميكائيل كريتيان بصير‎?; Nancy, 10 luglio 1984) è un ex calciatore francese naturalizzato marocchino, di ruolo difensore.

## Carriera

### Club

#### Nancy
Nato a Nancy da padre marocchino e madre francese, dall'età di 5 anni Michaël Chrétien si integra nel club locale della banlieue di Vandœuvre, presso la quale frequenta il collegio Jacques Callot. In seguito frequenta per due anni il centro di formazione di Madine (nel dipartimento della Mosa), sotto la direzione di Yannick Stopyra. In questo periodo riuscirà a migliorare notevolmente sul piano tecnico, tanto da essere preso in considerazione dall'AS Nancy-Lorraine, la squadra del suo cuore.
Nel 2002 Chrétien entra a far parte delle giovanili del Nancy, anche se comincia già a disputare qualche incontro da professionista, approfittando delle numerose assenze nella prima squadra. L'allenatore Moussa Bezaz lo manda in campo nel ruolo di terzino destro contro lo Châteauroux in Coppa di Lega. Da quel momento non lascerà più il posto da titolare e collezionerà 21 presenze in Ligue 2, tra cui una rete decisiva in casa del Laval. Divenuto titolare a soli 18 anni grazie alle sue buone prestazioni, nel febbraio 2004 sottoscrive il suo primo contratto da professionista dalla durata di tre anni. Al termine della stagione 2004-2005 il Nancy si aggiudica il titolo di seconda divisione ed è per questo promosso in Ligue 1.
Nel corso dell'annata 2005-2006 Chrétien esordisce con la maglia del Nancy nella massima serie francese contro il Monaco. Al termine del campionato risulterà uno dei migliori terzini destri del torneo. Oltre ad essere un pilastro della formazione di Pablo Correa, è proprio in questo frangente che inizia ad essere convocato per i primi incontri internazionali col Marocco. Il 22 aprile 2006 si toglie anche la soddisfazione di trionfare nella Coppa di Lega francese vincendo la finale contro il Nizza allo Stade de France.
Nel 2006-2007 è ancora uno dei pilastri inamovibili del Nancy, tanto da essere uno dei giocatori con più presenze in campionato. Nella stagione seguente viene incluso nella formazione tipo della Ligue 1 2007-2008. Rimane nelle file del Nancy per altri tre anni.

#### Bursaspor

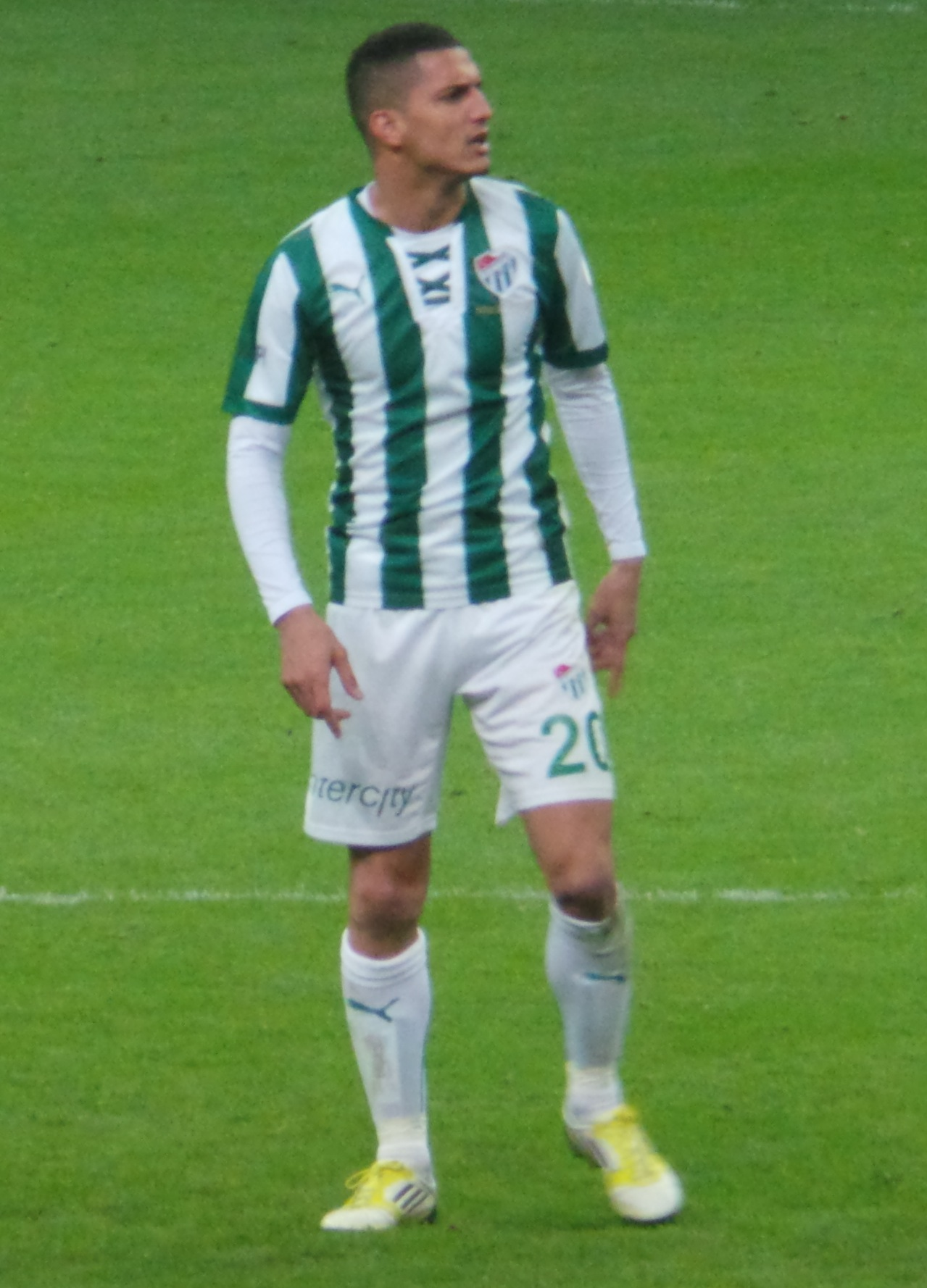
Chrétien al Bursaspor nel 2014

Il 31 agosto 2011 viene ufficializzato il suo trasferimento per 400 mila euro in Turchia, al Bursaspor, fino al 2014.

#### Strasburgo
Rimasto svincolato nell'estate 2014, il 22 gennaio 2015 Chrétien sottoscrive un contratto da sei mesi con lo Strasburgo, allora militante in terza serie. Esordisce con la nuova squadra alla 19ª giornata, nel corso della vittoria per 2-1 contro il Paris FC. In tale incontro effettua un assist per il compagno di squadra Jérémy Blayac, anch'egli come Chrétien neoacquisto dello Strasburgo. Delle 15 partite disputate dal marocchino con gli alsaziani, 13 si sono concluse con una vittoria. Inoltre, dal suo arrivo lo Strasburgo passa dalla decima posizione in classifica alla 18ª giornata fino a sfiorare la promozione in Ligue 2 grazie al quarto posto finale.

#### Ritorno al Nancy
Il 22 luglio 2015 Chrétien torna a casa al Nancy, stavolta militante in seconda divisione, che gli offre un contratto annuale. Alla quinta giornata una sua rete è decisiva nella vittoria per 2-1 in casa del Clermont. Le buone prestazioni di Chrétien nella prima parte della stagione 2015-2016, spostato nel ruolo di centrale di difesa, convincono lo staff e il presidente del Nancy Jacques Rousselot a prolungare il sue contratto per altre due annate, fino cioè al 2018.

### Nazionale

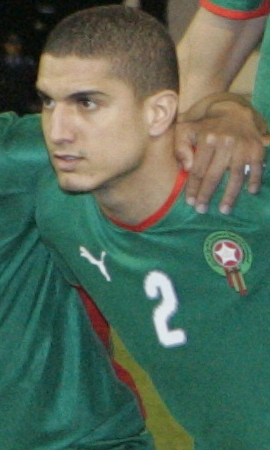
Chrétien con la maglia della nazionale marocchina nel 2009.

Chrétien esordisce con la nazionale del Marocco nel corso di un'amichevole contro la Tunisia del 7 febbraio 2007. In seguito partecipa alla Coppa d'Africa 2008.

## Palmarès

### Club

#### Competizioni nazionali
- Campionato francese di seconda divisione: 2

Nancy: 2004-2005, 2015-2016
- Coppa di Lega francese: 1

Nancy: 2005-2006